# 西閃米特語支
西閃米特語支是一個閃米特語族的分支。1883年，Fritz Hommel首先提出了这一分类单元。一些閃米特學家，如羅伯特·赫特佐恩等把閃米特語族分成東閃米特語支和西部閃米特語支。
西闪米特语支包含：东南闪米特语支、古南阿拉伯语、埃塞俄比亚语支、阿拉伯语、西北闪米特语支（包含希伯来语、阿拉米语、已灭绝的亚摩利语和乌加里特语）。
东闪米特语支则包含已灭绝的埃勃拉语和阿卡德语。
埃塞俄比亚语支和南阿拉伯语拥有一些共同特征，常统一划为南闪米特语支。阿拉伯语和其他闪米特语族语言的分类关系存在争议。在较老的分类中，其常划入南闪米特语支。然而Hetzron和Huehnergard认为阿拉伯语更接近西北闪米特语支，构成中闪米特语支。一些闪米特学家基于破碎复数的区别特征继续坚持较老的分类，也有人认为伊特拉塞浦路斯语是一种分布在塞浦路斯的西北闪米特语。

## 资料
- Alice Faber, "Genetic Subgrouping of the Semitic Languages", in Hetzron, ed., 2013, The Semitic Languages, Routledge.